# 마틴 쇼트
마틴 쇼트(Martin Short, 1950년 3월 26일 ~ )는 캐나다와 미국의 배우, 희극인, 작가이다. 《Little Me》(1998-99)로 1999년 제53회 토니상 뮤지컬 부문 남우주연상을 수상하였으며, 훌루 드라마 《아파트 이웃들이 수상해》(2021-현재)로 프라임타임 에미상, 골든 글로브상, 미국 배우 조합상 코미디 시리즈 부문 남우주연상 후보에 올랐다.

## 출연 작품

### 영화
- 쓰리 아미고 (1986)
- 이너스페이스 (1987)
- 연하의 연정 (1987, Cross My Heart)
- 3인의 탈주자 (1989)
- 프록터의 행운 (1991, Pure Luck)
- 신부의 아버지 (1991)
  - 신부의 아버지 2 (1995)
- 캡틴 론 (1992)
- 클리포드 (1994, Clifford)
- 화성 침공 (1996)
- 정글 투 정글 (1997)
- 겟 오버 잇 (2001)
- 산타 클로스 3: 산타의 탈출 (2006)
- 스파이더위크가의 비밀 (2008) - 목소리 출연

### 애니메이션 영화
- 페블과 펭귄 (1995)
- 이집트 왕자 (1998)
- 천재소년 지미 뉴트론 (2001)
- 보물성 (2002)
- 101마리 강아지 2: 패치의 런던 대모험 (2003)
- 바비의 공주와 거지 (2004)
- 마다가스카 3: 이번엔 서커스다! (2012)
- 프랑켄위니 (2012)
- 바람이 분다 (2013)  - 영어 더빙

### 텔레비전
- 새터데이 나이트 라이브 (1984-2022)
- 대마법사 멀린 (1998)
- 대미지 (2010)
- 더 모닝쇼 (2019-21)
- 아파트 이웃들이 수상해 (2021-현재)